# 英皇佐治大道

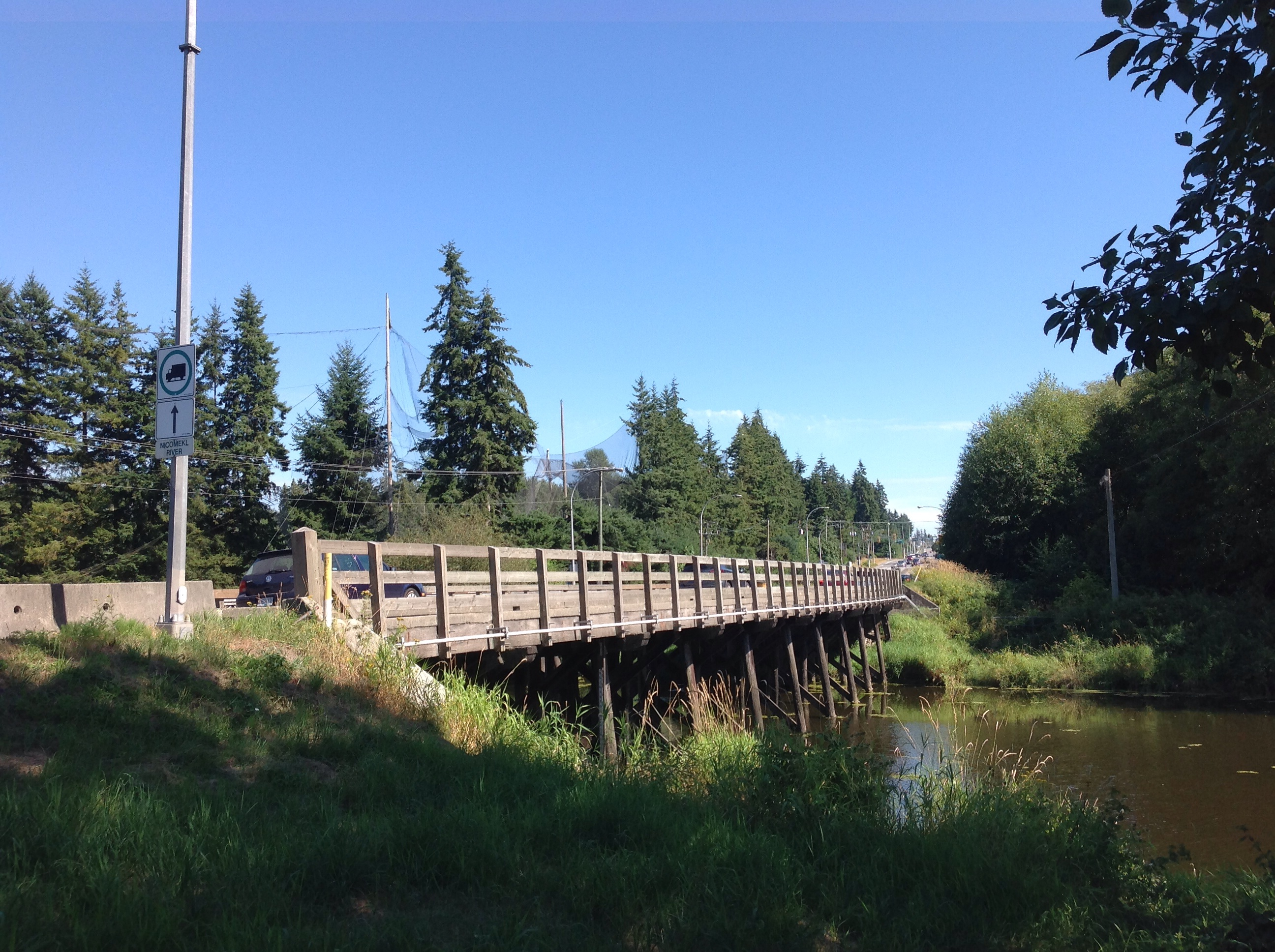
跨過南素里尼哥美高河（Nicomekl River）的木橋

佐治國王大道（英語：King George Boulevard），前稱佐治國王公路（King George Highway），是加拿大卑詩省素里的一條主要幹道。這條26（16英里）的道路始於加美邊境和平拱門以北1.6（1.0英里）的99號公路，大致向西北方向延伸至帕吐洛橋的南端，該橋連接菲沙河兩岸的素里與新西敏。大部分路線從四車道到六車道不等，北部的一些路段與世博線平行，世博線有兩個相鄰的架空列車站：南西敏的史葛路站和素里城市中心（Surrey City Centre）的英皇佐治站。

## 歷史
該道路於1940年開通，初名為「佐治國王公路」，以紀念1939年佐治六世巡訪加拿大。2009年更名為「佐治國王大道」，「以展現一個現代、安全、宜行和宜居的城市中心社區形象」。

## 道路概述
佐治國王大道始於南素里的99號公路／8街交匯處，位於白石鎮以東，呈西北方向，毗鄰較大的公路，並穿過新寧西（Sunnyside）更城市化的街區。它穿過99號公路，途經郊野的全景嶺（Panorama Ridge）豪宅區，然後穿過10號公路，途經人口稠密的紐頓（Newton）和惠利（Whalley）鎮中心，包括素里城市中心。素里城市中心是惠利內的一個社區，是素里的商業核心和新興區域中心。佐治國王大道位於菲沙公路（Fraser Highway）以北，途經架空列車世博線東端終點站喬治王站。架空列車與佐治國王大道平行，經過素里市中央商場（Central City Mall）和其他商業發展區，然後轉向西邊。它經過地勢低窪的南西敏和橋景（Bridgeview）社區，以及史葛路站，最終到達帕吐洛橋的南端。道路進入新西敏並延續為麥比迪道（McBride Boulevard），終止於新西敏與本拿比邊界的10街。